# کشتی گلوبال کامبت
کشتی گلوبال کامبت (به انگلیسی: Global Combat Ship) یک کشتی است که طول آن ۱۴۸٫۵ متر (۴۸۷ فوت) می‌باشد.